# Seznam ameriških teologov
Seznam ameriških teologov in verskih voditeljev.

## A
Todd Albertson - Archibald Alexander - 

## B
Greg Bahnsen - Francis J. Beckwith - Craig Blomberg - James Boice - John Bradshaw (teolog) - Charles Augustus Briggs - Francis Brown - 

## C
Don Carson - Gordon Clark - Edmund Clowney - John B. Cobb - William Lane Craig - 

## D
Robert Lewis Dabney - William A. Dembski - Avery Cardinal Dulles -

## E
E. P. Sanders - Jonathan Edwards (teolog) - Nathanael Emmons - Charles Carroll Everett - 

## F
Louis Farrakan - Georges Florovsky - Richard Foster - Matthew Fox (duhovnik) - John Frame - Robert W. Funk - 

## G
Norman Geisler - Kenneth Gentry - (Billy Graham) - Stanley Grenz - J. Kenneth Grider - Wayne Grudem - 

## H
Charles Hartshorne - Carl F. H. Henry - Archibald Alexander Hodge - Charles Hodge - Michael Horton - Hugh Price Hughes - 

## J
Francis Jager (1869-1941) -Henry James starejši - John Williamson Nevin - E. Stanley Jones - 

## L
Edwin Lewis - Lonnie D. Kliever - 

## M
John F. MacArthur - John Gresham Machen - Malcolm X - Cotton Mather - Increase Mather - Rolland D. McCune - Arthur Cushman McGiffert - Thomas Merton - Stephen C. Meyer - Vincent Miceli - Joseph Mihelič - John Miley - J. P. Moreland - Richard Mouw - Elijah Muhammad - Warith Deen Muhammad

## N
H. Richard Niebuhr - Reinhold Niebuhr - Gary North (teolog) - 

## P
Elaine Pagels - Edwards Amasa Park - Joseph Pipa - John Piper (teolog) - Alvin Plantinga - Richard Pratt - 

## R
John D. Roth - Rousas John Rushdoony - 

## S
Philip Schaff - William Greenough Thayer Shedd - Francis Schüssler Fiorenza - Henry Boynton Smith - Henry Goodwin Smith - R. C. Sproul - 

## T
Nathaniel William Taylor - Joseph Henry Thayer - Paul Tillich - 

## V
Cornelius Van Til - Miroslav Volf (Hrvat) 

## W
Benjamin Breckinridge Warfield - Christopher West - John C. Whitcomb - James White (teolog) - H. Orton Wiley - Robert Dick Wilson - Gerald B. Winrod - 